# Орлова, Анна Вадимовна
Анна Вади́мовна Орло́ва (род. 26 марта 1990, Красноярск) — российская сноубордистка, выступающая в дисциплине фрирайд. Многократный победитель международных и российских соревнований по фрирайду. Победитель и призер этапов Чемпионата мира по фрирайду Freeride World Tour, вице-чемпионка мира 2019 и 2023. Участник Freeride World Tour 2018, 2019, 2020 и 2023.

## Биография

### Ранние годы
Анна родилась в Красноярске 26 марта 1990 года, и с малых лет каталась на лыжах, впоследствии перешла на сноуборд.

### Первые победы
Российские болельщики познакомились с Анной Орловой, после того как она победила в своих первых соревнованиях по фрирайду под названием «Sheregirls», которые проводятся на известном горнолыжном курорте в Шерегеше, в дальнейшем этим соревнованиям присвоили международный статус, что позволило Анне полноценно соревноваться в Европе.
Принимала участие в съемках фильмов о фрирайде «Атмосфера», «Территория снега», премьера которых прошла во многих городах России, а также в фильме «Взгляд» от канала «Первый ТВЧ».

### Freeride World Qualifier (FWQ)
Анна является единственной на данный момент сноубордисткой из России, которая одерживала победы в самых престижных стартах квалификационной серии Freeride World Tour c рейтингом 4*, в 2015 она победила в Ливиньо и в 2016 году в Лез Арке, в 2017 она вписала свое имя в историю, став победительницей этапа Freeride World Qualifier в Японии - Freeride Hakuba, проходившего впервые, также одержала победу в Австрии. Также по итогам сезонов 2015, 2016 и 2017 она вошла в топ 3 среди лучших сноубордисток мира по версии Freeride World Qualifier, в европейском рейтинге она три года подряд занимает второе место. В 2014 году стала вице-чемпионкой Swiss Freeride Series.
В 2022 Анна вернулась в квалификационный тур FWQ из-за неудачного выступления в FWT после травмы колена. В этом сезоне она выиграла легендарные фрирайд соревнованиях в Швейцарии Nendaz Freeride 4*, заняла два вторых места в Австрии на Open Faces Gurgl 4* и Open Faces Silvretta Montafon 4*.
По результатам FWQ Finals Анна Орлова стала 2022 Freeride Qualifier Tour Champion Europe, Asia, Oceania и получила приглашение для участия в Freeride World Tour 2023.

### Freeride World Tour (FWT)
В январе 2018 Анна получила специальное приглашение (wild-card) для участия во всех этапах FWT. На первом же этапе в Канаде она заняла второе место, что было лучшим результатом в истории женского российского фрирайда. Также была третьей на этапе в Австрии и второй на Xtreme Verbier в Швейцарии, благодаря этим результатам она стала третьей по итогам сезона Freeride World Tour 2018.
В 2019 впервые в своей карьере выиграла этап Freeride World Tour в Японии, это первая победа в Чемпионате мира для российских спортсменов выступающих на сноуборде, после победы Анна заняла второе место на этапе в Австрии, Андорре и Швейцарии, что позволило ей стать вице-чемпионкой мира по результатам сезона.
В 2020 получила серьезную травму колена и пропустила весь сезон.
В 2021 получила wildcard для полноценного участия в туре, но к сожалению из-за неполного восстановления выступления были неудачными и по итогам сезона Анна заняла лишь  пятое место , этот результат не позволил пройти в финальные этапы FWT и дать возможность участвовать в сезоне 2022, Анна вернулась в FWQ.
В 2023 вернулась в FWT после того, как стала лидером по итогам сезона в квалификации Freeride World Qualifier. Во Freeride World Tour 2023, заняв второе место в Baqueira Beret Pro и третье в Kicking Horse Golden BC Pro и Fieberbrunn Pro Анна становится во второй раз вице-чемпионкой мира по фрирайду. Продолжит соревноваться в 2024.

### Образование
В 2016 окончила обучение на факультете современной журналистики ИМЭИ. Пишет статьи для экстремального журнала «Вертикальный мир» и ведет свой блог на Live Journal в Инстаграме, и других соцсетях.
С 2019 года входит в редакционный совет международного журнала MONTBLANC в качестве автора и спортивного консультанта и является участником медиа проекта MONTBLANC.PRESS, официального партнера Compagnie du Mont-Blanc, Шамони.

## Членство в командах
Является членом российской команды «Roxy» c 2011 года.
Является членом российской команды GIRO c 2010 года.
Является членом российской команды CEP c 2012 года.
Является членом российской команды Jones Snowboards и магазина «Кант» с 2018 года.

## Лучшие результаты Freeride World Tour
| Место | Время    | Событие             | Название                                      | Формат   | Рейтинг |
| ----- | -------- | ------------------- | --------------------------------------------- | -------- | ------- |
| 2     | 3.02.18  | Freeride World Tour | "Freeride World Tour Kicking Horse Golden BC" | Freeride |         |
| 3     | 9.03.18  | Freeride World Tour | "Freeride World Tour Fieberbrunn Austria "    | Freeride |         |
| 2     | 31.03.18 | Freeride World Tour | "Xtreme Verbier Switzerland "                 | Freeride |         |
| 1     | 19.01.19 | Freeride World Tour | "Freeride World Tour Hakuba Japan "           | Freeride |         |
| 2     | 23.02.19 | Freeride World Tour | "Freeride World Tour Fieberbrunn "            | Freeride |         |
| 2     | 02.03.19 | Freeride World Tour | "Freeride World Tour Andorra"                 | Freeride |         |
| 2     | 24.03.19 | Freeride World Tour | "Freeride World Tour Verbier Xtreme"          | Freeride |         |
| 2     | 28.01.23 | Freeride World Tour | "Baqueira Beret Pro"                          | Freeride |         |
| 3     | 17.02.23 | Freeride World Tour | "Kicking Horse Golden BC Pro"                 | Freeride |         |
| 3     | 11.03.23 | Freeride World Tour | "Fieberbrunn Pro"                             | Freeride |         |

## Лучшие результаты Freeride World Qualifier
| Место | Время    | Событие                             | Название                        | Формат   | Рейтинг |
| ----- | -------- | ----------------------------------- | ------------------------------- | -------- | ------- |
| 1     | 4.04.11  | Кубок Хибин                         | «Khibiny Open Cup»              | Freeride |         |
| 1     | 28.11.10 | Российские соревнования по фрирайду | «Sheregirls»                    | Freeride |         |
| 1     | 28.11.11 | Freeride World Qualifier            | «Sheregirls»                    | Freeride |         |
| 3     | 28.11.12 | Freeride World Qualifier            | «Sheregirls»                    | Freeride |         |
| 1     | 4.04.12  | Freeride World Qualifier            | «Khibiny Open Cup»              | Freeride |         |
| 3     | 12.01.13 | Freeride World Qualifier            | La Clusaz Radikal Mountain      | Freeride |         |
| 2     | 15.01.13 | Freeride World Qualifier            | «Verbier Freeride Week»         | Freeride |         |
| 1     | 19.01.13 | Freeride World Qualifier            | «Verbier Freeride Week»         | Freeride |         |
| 3     | 21.02.13 | Freeride World Qualifier            | «Eldorado Freeride»             | Freeride |         |
| 3     | 18.01.14 | Freeride World Qualifier            | «Verbier Freeride Week»         | Freeride |         |
| 1     | 5.02.14  | Freeride World Qualifier            | «Engadinsnow»                   | Freeride |         |
| 3     | 15.02.14 | Freeride World Qualifier            | «Open Faces»                    | Freeride |         |
| 2     | 25.04.14 | Freeride World Qualifier            | RFS Roldal Freeride             | Freeride |         |
| 2     | 18.01.15 | Freeride World Qualifier            | "Verbier Freeride Week"         | Freeride |         |
| 1     | 2.02.15  | Freeride World Qualifier            | Livigno                         | Freeride |         |
| 3     | 8.02.15  | Freeride World Qualifier            | «Engadinsnow»                   | Freeride |         |
| 2     | 15.03.15 | Freeride World Qualifier            | «Nendaz Freeride»               | Freeride |         |
| 2     | 22.02.15 | Freeride World Qualifier            | "Open Faces Obergurgl"          | Freeride |         |
| 2     | 17.01.16 | Freeride World Qualifier            | «Verbier Freeride»              | Freeride |         |
| 1     | 19.03.16 | Freeride World Qualifier            | «Sainte Foy Freeride»           | Freeride |         |
| 1     | 5.02.16  | Freeride World Qualifier            | "Les Arc Freeride"              | Freeride |         |
| 1     | 17.01.17 | Freeride World Qualifier            | "Hakuba Freeride"               | Freeride |         |
| 1     | 28.01.17 | Freeride World Qualifier            | "Big Mountain Hochfüge"         | Freeride |         |
| 2     | 5.03.17  | Freeride World Qualifier            | "Jasna Adrenalin"               | Freeride |         |
| 2     | 24.02.22 | Freeride World Qualifier            | "Open Faces Silvretta Montafon" | Freeride |         |
| 1     | 5.03.22  | Freeride World Qualifier            | "Nendaz Freeride"               | Freeride |         |
| 3     | 11.03.22 | Freeride World Qualifier            | "Jasna Adrenalin"               | Freeride |         |
| 2     | 1.04.22  | Freeride World Qualifier            | "Open Faces Gurgl"              | Freeride |         |